# Cosa (Ben Grimm)
La Cosa (The Thing a l'original en anglès) (Ben Grimm) és un superheroi que apareix en còmics nord-americans publicats per Marvel Comics. El personatge és un dels membres fundadors dels Fantastic Four. The Thing va ser creat per l'escriptor-editor Stan Lee i l'escriptor i artista Jack Kirby, i va aparèixer per primera vegada a Fantastic Four # 1 (data de portada novembre de 1961).
El personatge és conegut per la seva aparença rocosa, el sentit de l'humor i el famós crit de batalla, "It's cloberin' time! (És l'hora de colpejar!") Els patrons de discurs de la Cosa es basen en els de Jimmy Durante. Michael Bailey Smith va interpretar a Ben Grimm en la seva forma humana mentre Carl Ciarfalio va interpretar la Cosa a The Fantastic Four de 1994, Michael Chiklis va fer el paper de la Cosa a la pel·lícula de 2005 Fantastic Four i la seva seqüela de 2007 Els 4 fantàstics i en Silver Surfer (Fantastic Four: Rise of the Silver Surfer), mentre que Jamie Bell va actuar a Fantastic Four (2015).
El 2011, IGN va classificar-lo al 18è lloc a la seva llista "Top 100 Comic Book Heroes", i 23è a la seva llista dels 50 millors venjadors" el 2012. La Cosa va ser nomenat el desè a "The 50 Greatest Comic Book Characters" en 2008 per la revista Empire.
El primer còmic traduït al català en què apareix Spider-Man: ¡Aventura Quàntica! es va publicar l'11 d'abril de 2024. Prèviament les pel·lícules Fantastic Four i Fantastic Four: Rise of the Silver Surfer i la sèrie de dibuixos animats iniciada el 2006 "Els Quatre Fantàtics" ja havien estat doblades al català, mantenint la mateixa traducció que en castellà com la Cosa, com és conegut el personatge pels lectors de còmics traduïts des que Ediciones Vértice va publicar els seus primers còmics el 1969.

## Historial de publicacions
Creat per l'escriptor-editor Stan Lee i l'autor complet Jack Kirby, el personatge va aparèixer per primera vegada a Fantastic Four #1 el 8 d'agost de 1961 (amb data de portada novembre de 1961). Kirby va modelar el personatge basant-se en ell mateix.
A més d'aparèixer a la sèrie Fantastic Four, la Cosa ha estat la protagonista de Marvel Two-in-One, Strange Tales (amb el seu company dels Fantastic Four, la Human Torch), i dues encarnacions de la seva pròpia sèrie homònima, a més de nombroses minisèrie i one-shot.

### Strange Tales
The Thing es va unir al seu company i freqüent rival dels Fantastic Four, la Torxa Humana al # 124 (1964) de Strange Tales, que anteriorment presentava aventures en solitari de la Torxa i les històries de Doctor Strange, que van continuar publicant-se a la col·lecció. El canvi tenia com a objectiu animar el serial mitjançant la sempre humorística química entre la Torxa i la Cosa. Van ser substituïts al número 135 (1965) per la versió "moderna" de Nick Fury, agent de SHIELD, procedent de Sgt. Fury, ambientada a la Segona Guerra Mundial.

### Marvel Two-in-One(1974–1983)
Després d'una prova de 1973 en dos números de Marvel Feature, la Cosa va protagonitzar la sèrie de llarga durada Marvel Two-in-One. En cada número, Ben Grimm formaria equip amb un altre personatge de l'Univers Marvel, sovint un personatge obscur o vistós. La sèrie va ajudar a donar a conéixer personatges d'altres sèries de Marvel, per unir-se a la Cosa, més coneguda. El 1992, Marvel va reimprimir quatre històries Two-in-One (núm. 50, 51, 77 i 80) com una minisèrie sota el títol The adventures of the Thing. La sèrie es va cancel·lar després de 100 números i set anuals per ser substituïda per una sèrie del personatge en solitari.

### The Thing(1983–1986)
La cancel·lació de Marvel Two-in-One va provocar la primera sèrie completament en solitari de la Cosa, que va tenir 36 números. Va ser originalment escrita per John Byrne i més tard, per Mike Carlin. La sèrie també va contenir art de Ron Wilson i posteriorment de Paul Neary. Va aparèixer a la pobra infància de Ben Grimm a Yancy Street en els seus primers números i va narrar la posterior incursió de Thing en el món de la lluita lliure professional. També va contenir un gran argument de la història de l'esdeveniment de les Secret Wars, en què la Cosa va optar per romandre al món de batalla format per fragments d'altres planetes pel Beyonder després de descobrir que el planeta li permetia recuperar la seva forma humana a voluntat. Un terç complet de les històries de la sèrie tenen lloc a aquest món.

### 2002 – actualitat
El 2002, Marvel va llançar The Thing: Freakshow, una minisèrie de quatre números escrita per Geoff Johns i il·lustrada per Scott Kolins, en què la Cosa viatja a través dels Estats Units en tren, ensopegant inadvertidament amb un deforme noi gitano que havia estat ridiculitzat quan era un adolescent, i que ara és el superfort atractiu principal d'una tropa de monstres de circ itinerant. Després descobreix una ciutat plena de guerrers aliens Kree i Skrull que lluiten contra un infant Watcher.
El 2003, Marvel va llançar una minisèrie de quatre números escrita per Evan Dorkin i il·lustrada per Dean Haspiel, The Thing: Night Falls on Yancy Street. La història estava més orientada al personatge que les històries que solen contenir la Cosa. Tom Spurgeon va trobar la seva perspectiva sobre les relacions "deprimentes".
Després de l'èxit del llargmetratge Els quatre fantàstics i els esdeveniments de la sèrie de còmics que va provocar que Grimm es convertís en milionari, la Cosa va tornar a tenir la seva pròpia sèrie el 2005, The Thing, escrita per Dan Slott i llapis per Andrea Di Vito i Kieron Dwyer..Es va cancel·lar amb el número 8 del 2006.
The Thing era membre de The New Avengers, en la seva sèrie del 2010. Va aparèixer com a personatge habitual al llarg de la sèrie, des del número 1 (agost de 2010) fins al número final número 34 (gener de 2013).

## Biografia del personatge de ficció

### Antecedents
Nascut a Yancy Street, al sud-est de la ciutat de Nova York, a una família jueva, Benjamin Jacob "Ben" Grimm va tenir una infància de pobresa i penúries, amb un pare alcohòlic que no podia conservar les feines. El seu germà gran Daniel, a qui idolatrava Ben, va morir en una baralla de bandes al carrer quan Ben tenia vuit anys. Aquesta part de la seva pròpia vida està modelada per la de Jack Kirby, que va créixer a la dura Delancey Street, el germà del qual va morir quan era jove, el pare del qual es deia Benjamin i que va ser anomenat Jacob al néixer. Després de la mort dels seus pares, Ben va ser criat pel seu oncle Jake (que s'havia casat amb una dona molt més jove, Petunia, que es convertiria en un referent freqüent utilitzat pel personatge). Va arribar a dirigir la banda de Yancy Street.
Excel·lent futbolista americà en la seva època d'estudiant de secundària, Ben va rebre una beca completa a la Empire State University, on va conèixer al que seria el seu amic de tota la vida el llavors geni adolescent Reed Richards, així com al futur enemic del grup Victor von Doom. Malgrat tractar-se de procedències radicalment diferents, l'estudiant de ciències Richards va descriure a Grimm el seu somni de construir un coet espacial per explorar les regions de l'espai al voltant de Mart; bromejant Grimm va acceptar fer volar aquell coet quan arribés el dia.
Els detalls de la seva història de vida s'han modificat al llarg de les dècades. Abans de les històries publicades a la dècada de 1970, Grimm, després de obtenir diversos graus avançats en enginyeria, va servir al Cos de Marina dels Estats Units i es va convertir en pilot de prova durant la Segona Guerra Mundial, el que es va arribar a veure a Capità Savage and his Leatherneck Raiders # 7. Mentre es troba a l'exèrcit, Nick Fury l'envia a ell, Logan i Carol Danvers a una missió de vigilància secreta a Vladivostok. Després d'això va participar en els intents d'arribar a la Lluna, que es van produir en un moment abans que qualsevol nau espacial tripulada escapés de l'òrbita de la Terra.

#### Religió
D'acord amb un tabú del món del còmic de superherois precoç per no revelar la religió d'un personatge, el fet que Grimm fos jueu no es va revelar explícitament fins a quatre dècades després de la seva creació, a la història "Remembrance of Things Past" a Fantastic Four (Vol 3) # 56 (data de portada agost 2002). En aquesta història, Grimm torna al seu antic barri per trobar el senyor Sheckerberg, propietari d'una botiga, al que havia conegut de nen. Flashbacks durant aquesta història revelen el patrimoni jueu de Grimm. Ell recita la Shema, una important oració jueva sobre el moribund Sheckerberg, que finalment es recupera. En una història posterior, Grimm accepta celebrar el seu Bar Mitzvah, ja que compleix 13 anys, l'edat que un noi jueu celebra al seu Bar Mitzvah, des que va començar la seva "segona vida" com a Cosa. Per celebrar la cerimònia, Grimm organitza una partida de pòquer per a tots els superherois disponibles de l'Univers Marvel.
A la història de Fantastic Four "Hereafter Part 1: A Glimpse of God" del 2004, la Cosa és assassinada per una arma energètica manejada per Reed Richards, però es torna a la vida en una història de la mà de Déu, que té l'aspecte de Jack Kirby.
Fora d'aquest univers, Jack Kirby presentava a la Cosa a la targeta Hanukkà de la seva família el 1976.

### La Cosa
Alguns anys després, Reed Richards, ara científic d'èxit, torna a entrar en contacte amb Grimm. Richards ha construït la seva nau espacial i recorda a Grimm la seva promesa de volar la nau. Després que el govern li denegés el permís per volar ell mateix la nau espacial, Richards traça un vol clandestí pilotat per Grimm i acompanyat per la seva futura esposa Susan Storm i el germà petit d'aquesta, Johnny Storm, que van insistir a acompanyar-los. Tot i ser refractari a volar el coet, Ben és convençut de fer-ho per Sue. Durant aquest viatge no autoritzat a l'atmosfera superior de la Terra i al Cinturó de Van Allen, es veuen bombardejats per una tempesta de raigs còsmics i exposats a radiacions que els escuts de la nau no protegeixen. En caure a la Terra, cadascun dels quatre descobreix que han desenvolupat fantàstiques habilitats sobrehumanes. La pell de Grimm es transforma en un gruixut terrós de color taronja, que evoluciona gradualment fins a la seva actual cobertura de grans planxes rocoses. Richards proposa al grup formar equip utilitzant les seves noves habilitats per a la millora de la humanitat, i Grimm, en un moment d'autocompassió, adopta el nou súper heroic de la Cosa. L'equip xoca amb el Mole Man en la seva primera aparició.
Atrapat en la seva monstruosa forma, Grimm és un membre infeliç però fiable de l'equip. Confia en el seu amic Reed Richards perquè un dia desenvolupi una cura per a la seva condició. Tanmateix, quan es troba amb Alicia Masters, una escultora cega, Grimm desenvolupa una resistència inconscient a transformar-se a la seva forma humana. Tement inconscientment que Masters prefereixi que es mantingui en la forma monstruosa de la Cosa, el cos de Grimm rebutja diversos intents de Richards de restaurar la seva forma humana, per no perdre l'amor de Masters. Grimm ha estat un membre descarat dels Fantastic Four durant anys. La Cosa va lluitar per primera vegada contra Hulk al començament de la seva carrera, amb molts altres enfrontaments al llarg dels anys. Poc després d'això, torna a ser revertit en la seva forma humana, però després recupera la forma de la Cosa per combatre el Doctor Doom.
Grimm ha estat substituït temporalment en l'equip dues vegades. Primer, després que Grimm perdés temporalment els seus poders i tornés a la seva forma humana, Reed Richards va contractar a Luke Cage (llavors utilitzant el nom de codi "Power Man") per ocupar el seu lloc fins que Richards va completar el vestit de cosa per Ben. Ben va tornar a la seva cosa inesperadament més endavant).
Un temps més tard van ser executada pels Skrulls juntament amb Mister Fantastic i la Invisible Woman, fent que envellissin i van estar a punt de morir. Reanimat per la Torxa Humana, Reed va trobar una cura i tots tres van tornar-se més jove del que eren abans de ser executats.
Anys més tard, després que Grimm optés per romandre a Battleworld (món de batalla) després de les Secret Wars a causa del seu aparent control sobre la seva transformació entre els seus estats humans i mutats, va demanar a She-Hulk que el substituís, Mister Fantastic el va deixar amb el dispositiu que necessitaria per tornar a la Terra quan arribés el moment. El temps de la Cosa a Battleworld va durar fins que Ben va decidir tornar a casa després de derrotar a Ultron i matar el seu manifestat costat fosc Grimm the Sorcerer. Un cop va marxar, el planeta ja no tenia més raons per existir, per la qual cosa es va disgregar.
En tornar a la Terra, s'assabenta que Alicia s'havia involucrat romànticament amb el seu company d'equip Johnny Storm durant la seva absència (finalment aquesta relació es va desfer amb la revelació que aquesta Alicia era en realitat la impostora Skrull Lyja). Un enfadat Grimm es va autocompadir durant un temps, després va acompanyar els Venjadors de la Costa Oest, i va estar a punt d'unir-se oficialment a l'equip. Un temps després, finalment, va tornar a la seva família subrogada com a líder dels Quatre Fantàstics quan Mr. Fantastic i la dona invisible van deixar l'equip per criar el seu fill Franklin, moment en què Ben convida a Crystal i a Ms. Marvel II (Sharon Ventura) per substituir-los. Poc després que Sharon i Ben s'irradiïn amb rajos còsmics, Sharon es va convertir en una nova Cosa, semblant a com era Ben en les seves primeres aparicions, mentre que Ben es transforma en una nova forma més rocosa i més poderosa.
Després de ser mutat més en una forma rocosa més monstruosa, Ben va tornar a canviar de nou breument a la seva forma humana i va retornar el lideratge dels Quatre Fantàstics a Reed Richards. Grimm va tornar a la seva tradicional forma rocosa de color taronja, per amor a Ms. Marvel. Es manté com un membre constant dels Fantastic Four.

### Al segle XXI
En un còmic de Fantastic Four publicat el 2005, Ben s'assabenta que té dret a una gran quantitat de diners, la seva part de la fortuna de Fantastic Four, que Reed Richards mai havia tocat, ja que tenia les accions dels altres companys d'equip (que eren familiars. membres) per tal de pagar diversos deutes del grup.
La Cosa utilitza la seva nova riquesa per construir un centre comunitari al seu antic barri del carrer Yancy, el "Grimm Youth Centre". Pensant que el centre porta el nom de la pròpia Cosa, la banda del carrer Yancy té previst pintar a l'exterior de l'edifici, però descobreix que l'edifici en realitat porta el nom de Daniel Grimm, el germà gran de Ben mort i antic líder de la banda. La relació entre la banda i la Cosa es concilia efectivament, o almenys canvia a una rivalitat lúdica més bona, com ho exemplifica el final còmic, amb Yancy Streeters pintant amb spray a la Cosa mentre dormia).
Alguns trets de personalitat de jueu originari del Lower East Side es reconeixen popularment per haver estat inspirats en els del co-creador Jack Kirby, que en entrevistes ha afirmat que tenia intenció de que Grimm fos un alter ego d'ell mateix.
Inicialment a la història del 2006 "Civil War" (Guerra Civil), Ben és un membre reticent del bàndol pro-registre de la controvèrsia sobre la Llei de registre de superhumanes de 2006, fins que presencia una batalla al carrer Yancy en què les forces partidàries del Capità Amèrica intenten rescatar els aliats capturats per les forces d'Iron Man. Els enemics de Fantastic Four, el Mad Thinker i el Puppet Master, intenten escalar la batalla, utilitzant un membre de la banda del carrer Yancy controlat mentalment per lliurar una bomba. El jove mor i la Cosa esclata verbalment contra les dues parts per no tenir cura dels civils atrapats en el conflicte. Anuncia que, tot i que creu que el registre no és correcte, tampoc no combatrà el govern i, per tant, marxa del país cap a França. Mentre es troba a França, coneix els Héros de Paris (els herois de París).
Ben torna a Nova York mentre els dos bàndols s'enfronten a la ciutat. Indiferent a triar bàndol, Ben se centra en protegir els civils.
A Fantastic Four # 543 (març de 2007), Ben celebra l'onzè aniversari del grup (a la ficció) juntament amb Human Torch, i els últims en arribar, Reed i Sue. Les conseqüències de la Guerra Civil encara s'està notant en aquest número, ja que Ben i Johnny (i fins i tot Franklin) consideren el futur de l'equip i el matrimoni de Reed i Sue. Quan Reed i Sue arriben al final del número, anuncien que estan fent un descans de l'equip i que han trobat dos membres substituts: Black Panther i Storm dels X-Men. El títol de la història en aquest número és una cita de Ben: "Come on, Suzie, don't leave us hangin'"Vine, Suzie, no ens deixis penjats".
Ben Grimm va exercir el servei de commemoració en memòria del Capità Amèrica, juntament amb Tony Stark, Ms. Marvel (Carol Danvers), Rick Jones, T'Challa i Sam Wilson.
Ben va ser identificat com el número 53 dels 142 superherois registrats que apareixen a la portada del còmic Avengers: The Initiative #1.
Després del Siege (setge) d'Asgard, Luke Cage demana a Ben que serveixi al seu equip de Venjadors. Tot i que Ben afirma que la seva lleialtat serà sempre cap als Quatre Fantàstics, Cage confirma que no demana a Ben que renunciï del seu equip original, només el suggereix que Ben reparteix el seu temps entre els dos equips, com Wolverine divideix el seu temps entre la X. Homes i els Venjadors.
Durant la història del 2011 "Fear Itself", Ben aixeca un dels set martells caiguts de la Serpent i es converteix en Angrir: Breaker of Souls (trencador d'ànimes). En aquesta forma, després destrueix el carrer Yancy i la torre dels Venjadors, i lluita contra Spiderman, Mister Fantastic i Invisible Woman, abans d'enfrontar-se a Thor, que el fereix greument. Franklin utilitza els seus poders per restaurar a Ben al seu jo normal, lliure de la possessió de la Serpent.
Al crossover "Original Sin" (Pecat original) del 2014, després d'haver vist als ulls d'Uatu, el Watcher (vigilant) assassinat, que Johnny Storm va sabotejar involuntàriament un experiment que podria haver-li permès tornar a ser humà, es troba que Ben aparentment va assassinar el Pupper Master; el crim s'hauria comès en una sala tancada a la que fins i tot Reed Richards amb prou feines va poder penetrar, amb Alicia Masters com a única testimoni. Tot i que Ben defensa la seva innocència, la seva depressió pels últims esdeveniments l'empeny a acceptar l'encarcerament a la Raft. Tot i que els amortidors de potència limiten la seva força a un nivell més manejable, és atacat per diversos altres superhumans de pell gruixuda, inclosos l'Armadillo i Ironclad, per ordres de l'actual "cap" de la presó, Sharon Ventura, She-Thing. Finalment, Ben forma una aliança amb Sandman i aconsegueix escapar de la presó amb l'ajut d'un pla coordinat per She-Hulk i l'L'Home Formiga, permetent-li unir-se a Sue i Johnny per investigar el recent rapte de Reed, revelant que el mort Masterpet Puppet provenia de la Terra alternativa que Franklin havia creat.
Durant la història "Secret Empire" (Imperi Secret) del 2017, Thing apareix com a membre de l'Underground, que és un moviment de resistència contra HYDRA des que van assumir el control dels Estats Units.
Per ajudar a Thing a fer front a la desaparició de Mister Fantastic i Invisible Woman, Human Torch el porta a un viatge a través del Multiverse mitjançant el Multisect per trobar-los. Al no poder-los trobar tornen a la Terra Primordial de l'Univers Marvel amb les mans buides.
Thing i Human Torch es van reunir amb Mister Fantastic i Invisible Woman per ajudar-los a combatre el Griever al final de totes les coses, després que Mister Fantastic el va convèncer perquè els permetés convocar-los.

## Relacions
La cosa és generalment agradada pels altres herois de l'univers Marvel. La relació de Grimm amb els seus companys d'equip ha estat estreta, però ocasionalment inquieta, atesa la seva naturalesa. Ell i Johnny Storm (la Torxa Humana) solen discutir i xocar, però es respecten.
El primer interès amorós de Grimm va ser la cega Alicia Masters. Durant la seva absència al planeta creat pel Beyonder, Johnny va començar una relació pròpia amb Alicia Masters, Grimm es va enfurismar tot i que la visitava amb la intenció de trencar la seva relació. Tot i això, va haver de reconèixer que, a diferència d'ell i del seu cos cobert de pedra, Johnny podria "ser un home". Va acceptar actuar com a padrí en el casament. La relació entre Alicia i Johnny es va acabar amb la revelació que l'Alicia de la qual Johnny es va enamorar era en realitat Lyja, membre de la raça alienígena canviant de forma coneguda com els Skrulls. L'autèntica Alicia, que es va mantenir en animació suspesa, va ser rescatada pels Quatre Fantàstics i es va retrobar amb la Cosa.
Ben va començar a sortir amb una professora anomenada Debbie Green. Ben aviat va demanar a Debbie que es casés amb ell, cosa que va acceptar. Més tard la va deixar a l'altar quan es va adonar dels perills de les dones dels superherois.
Va acabar casant-se amb Alicia Masters.
Grimm és millor amic de Reed Richards, a qui dirigeix amb el sobrenom de "Stretch" (estirat), a causa de l'alçada natural de Richards i la seva capacitat per estirar el seu cos. Tot i això, Grimm també fa responsable de Reed de la seva condició, ja que Richards havia desestimat el perill potencial dels raigs còsmics que els van donar els seus poders, tot i que Grimm els havia pres molt seriosament. En moments de veritable frustració cap a Reed, Grimm es refereix a ell simplement com a "Richards".
Grimm és el padrí del fill gran de Reed i Sue, Franklin, que porta Ben com segon nom i l'anomena afectuosament "Unca Ben" (oncle Ben).

## Poders i habilitats
El principal poder sobrehumà de Thing és la seva gran força física. Amb els anys, com a resultat d'una nova mutació i d'un entrenament rigorós en màquines dissenyades per Reed Richards, la seva força ha augmentat notablement.
És capaç de sobreviure a impactes de gran força sense patir ferides, ja que el seu cos està cobert amb una pell de color taronja, flexible i semblant a la roca. També és capaç de resistir l'impacte d'armes de gran calibre, així com de les armes de perforació. És possible trencar el seu exterior, però, amb resultat sagnant. Un d'aquests casos va implicar les urpes d'adamantium de Wolverine que va provocar cicatrius en la cara de The Thing.
La musculatura altament avançada de Thing genera menys toxines de fatiga durant l'activitat física, atorgant-li nivells de resistència sobrehumans. Quan té una forma de Cosa, només té quatre dits a cada mà. La pèrdua d'un dígit a cada mà i l'augment del volum de la resta, no afecta la seva destresa manual. Tanmateix, se l'ha mostrat fent coses com utilitzar un llapis per marcar un telèfon (fins i tot amb marcatge rotatiu), o bé polsant els botons del teclat, per utilitzar dispositius que serien massa petits per a ell.
A part dels seus atributs físics, els sentits de la Cosa poden suportar nivells més alts d'estimulació sensorial que un humà normal, a excepció del seu tacte. Els seus pulmons tenen una eficiència i un volum més grans que els d'un humà normal. Com a resultat, la Cosa és capaç de mantenir la respiració durant períodes molt més llargs.
La Cosa és un pilot excepcionalment habilidós, a causa del seu temps passat com a pilot de proves a la Força Aèria dels Estats Units i com a membre fundador del Fantastic Four. També és un formidable i implacable combatent a cos. El seu estil de lluita inclou elements de la boxa, lluita, judo, jujutsu, i tècniques de lluita de carrer, així com entrenament corporal de mà a mà de la seva època a l'exèrcit.
En ocasions, quan Ben Grimm ha recuperat la seva forma humana i va perdre els seus poders, ha utilitzar un vestit de cuirassa de batalla dissenyat per Reed Richards que simula la força i durabilitat del seu cos mutat, encara que en un grau més feble. Portant el vestit, dissenyat per semblar físicament a la seva forma pedregosa, Ben va continuar participant en les aventures dels Fantastic Four. El primer vestit exo-esquelètic de la Cosa va ser destruït després que Galactus restablís els poders i la forma naturals de Ben. Un segon vestit va ser construït (presumptament per Richards) i utilitzat esporàdicament quan Ben havia estat retornat a la seva forma humana.
S'ha revelat, - després que Franklin i Valeria creessin una fórmula que permeti a Ben ser humà durant una setmana cada any - que Ben és gairebé immortal quan està en la seva forma, ja que només envelleix quan és humà. Reed i Nathaniel van viatjar més de tres mil anys cap al futur per veure a Ben encara viu després de tot aquest temps.

## Altres versions

### Earth-A
La Cosa va protagonitzar la primera història de l'Univers Marvel en que apareixia una terra alternativa (la Earth-A (Terra-A)), incloent la seva pròpia versió en aquesta, on els seus poders i els de Mister Fantastic estaven intercanviats. Va ser a la segona història de Fantastic Four #118 (gener 1972) per Archie Goodwin (guió), John Buscema (dibuix) i Jim Mooney (tinta). El personatge va tenir unes quantes aparicions al llarg dels anys.

### What If?
Als anys setanta Marvel va començar a publicar la sèrie What If? en que cada número presentava una terra alternativa, que a vegades tenia continuïtat en altres números. La Cosa va aparèixer a diferents números incloent el primer número de la col·lecció. Una de les històries va presentar els membres del Bullpen de Marvel convertint-se en els 4 Fantàstics. L'autor que es va convertir en la Cosa va ser el propi Jack Kirby, guionista i dibuixant de la història, que va tenir quatre entintadors en aquesta història.

### 2099
A mitjans dels anys noranta els Quatre Fantàstics es van afegir als títols ambientats en l'any 2099. Semblava el grup original, però es tractava de androides amb el seu aspecte.

### MC-2
La Cosa formava part dels 5 Fantàstics de la línea MC-2, ambientada en un altre futur més proper. El grup va protagonitzar dues sèries limitades i va aparèixer en altres títols de la línea.

### Big Town
Els Quatre Fantàstics protagonitzen la sèrie limitada Big Town, ambientada en una terra alternativa.

### Earth X
Ben Grimm apareix a Earth X, ambientada en un futur en que tota la població mundial ha mutat, així com a les seves seqüeles Paradise X Heralds, Paradise X i Universe X i especials de les col·leccions.

### Ultimate
Una altra contrapartida dels 4 Fantàstics es va presentar a Ultimate Fantastic Four #1 (data de poratada febrer de 2004). La sèrie va tenir 60 números, acabant pel crossover Ultimatum. Els personatges del grup, incloent la Cosa van continuar apareixent en altres títols d'aquest univers.

### Marvel Zombies
Una sèrie derivada, surgida precisament d'Ultimate Fantastic Four, va presentar als superherois de Marvel convertits en zombies sempre famèlics que devoraven tots els éssers vivents que trobaven. Entre aquests, un dels primers en aparèixer encara a Ultimate Fantasic Four va ser la Cosa. El personatge va aparèixer també en algunes preqüeles.

### 1602
A la Terra en què els superherois van sorgir al final del regnat d'Elisabet I d'Anglaterra ambientada al 1602 és capità del Fantastik, un vaixell dissenyat per Reed Richards que troba un estranya llum que els dona poders similars als dels Quatre Fantàstics. El grup apareix a la sèrie 1602 i a una seqüela protagonitzada pel grup: 1602 Fantastick Four.

### Altres
Una versió de Ben Grimm apareix a una gran quantitat de terres alternatives, incloent Age of Apocalypse, Age of Ultron o Age of X.

## En altres mitjans

### Televisió
- The Thing és un personatge habitual de la sèrie d'animació Fantastic Four de 1967, amb la veu a la versió original de Paul Frees.
- The Thing és un personatge habitual de la sèrie d'animació The New Fantastic de 1978, amb veu, a l'original, de Ted Cassidy.
- Tot i que The Thing sempre s'ha identificat estretament amb els Fantastic Four, va protagonitzar com a personatge solista en una estranya i curta sèrie animada de 1979, col·locada al costat d'un spin-off de The Flintstones al espectacle televisiu Fred i Barney Meet The Thing, amb Benjy Grimm amb veu de Wayne Morton i Thing amb Joe Baker. Aquesta encarnació de la Cosa va ser un Grimm "Benjy" adolescent que podia transformar-se en la seva identitat heroica amb els seus "anells de Cosa", un a cada mà, reunint els seus punys per connectar els anells (amb el crit "Thing ring, do your thing!" (anell Cosa, fes la teva cosa!).
- The Thing és un personatge habitual de la historieta de Fantastic Four de 1994, amb veu original de Chuck McCann.
- Cosa que apareix més tard a la sèrie de Spider-Man dels anys 90, doblat per Patrick Pinney. Apareix durant l'arc argumental "Secret Wars" juntament amb la resta de les Quatre Fantàstiques. Cosa té un paper fonamental en el conflicte final amb el Doctor Doom. El doctor Doom captura la cosa a Nova Latveria i el torna a la seva forma humana, mentre que li proporciona un dispositiu de canell especial que li permet canviar a voluntat. El doctor Doom utilitza la informació que li dona a Ben per robar el poder del Beyonder i només és derrotat quan li gira la seva pròpia arma. Després que el bàndol de Spider-Man sigui declarat victoriós i els seus aliats siguin retornats a la Terra, Thing va comentar que perdria la capacitat de canviar de nou a Ben Grimm.
- The Thing també fa una aparició en un sol episodi en la sèrie The Incredible Hulk de la dècada de 1990, amb Chuck McCann representant Thing. L'episodi sembla situar aquest programa en la mateixa continuïtat amb el dibuix dels Fantastic Four de la mateixa dècada, mentre que aquest episodi fa l'aparició de Hulk a l'altre programa. She-Hulk va coquetejar amb ell, però Ben va optar per reprendre la seva relació amb Alicia Masters. La cosa també va caure en les bromes de la Yancy Street Gang.
- Cosa apareix a Fantastic Four: World's Greatest Heroes, amb la veu a l'original de Brian Dobson. Se'l veu amb el símbol de Fantastic Four pintat amb spray al pit. Aquesta és la primera sèrie del grup que s'ha traduït en català. El personatge és doblat per Gal soler.
- Dave Boat dona veu a la Cosa a The Super Hero Squad Show. Fa una aparició cameo amb els altres membres de Fantastic Four a l'episodi pilot de l'espectacle, i té un paper molt més gran al segon episodi on ajuda a salvar el Silver Surfer.[77]
- Cosa va aparèixer a The Avengers: Earth's Mightiest Heroes a l'episodi "The Casket of Ancient Winters", amb veu original de Fred Tatasciore. Ell i Human Torch ajuden els Venjadors a lluitar contra els monstres de gel després que Malekith the Accursed obrís el cofre dels hiverns antics. Cosa torna al costat de la resta dels Fantastic Four a l'episodi "The Private War of Doctor Doom". Ell i Hulk tenen una rivalitat una mica infantil perquè Thing mai no el va vèncer en una baralla. Cosa s'uneix als New Avengers en l'episodi del mateix nom després que els venjadors habituals siguin atrapats per Kang the Conqueror. La Cosa i els Fantastic Four ajuden als Venjadors mentre lluiten contra Galactus i els seus heralds al final de la temporada 2 d'"Avengers Assemble".
- The Thing apareix a l'episodi d'Ultimate Spider-Man "The Incredible Spider-Hulk", doblat de nou per Dave Boat. Quan Spider-Man (convertit en la ment en el cos de Hulk per Mesmero) acaba a la ciutat, és atacat per la Cosa quan va ser enviat per Nick Fury per intentar contenir a Hulk. Spider-Man, Hulk (que es troba al cos de Spider-Man) i Thing acaben aclarint les coses, envoltant Mesmero i l'obliguen a tornar les ments de Spider-Man i Hulk de tornada als seus cossos.
- The Thing apareix a l'episodi Hulk and the Agents de SMASH "The Collector", amb Dave Boat representant el seu paper. Se'l veu jugar a pòquer amb Hulk, Red Hulk i She Hulk. És capturat al seu costat i el pren el Collector per formar part de la seva col·lecció. Els agents de SMASH i Spider-Man l'alliberen juntament amb els altres herois. A l'episodi "Monsters No More", la Cosa va estar al costat dels Fantastic Four quan ells i els agents de SMASH lluiten contra els Tribbitites.
- The Thing apareix a l'episodi d'Avengers Assemble "Hulk's Day Out", expressat de nou per Dave Boat. Es revela que Thing i Hulk van a jugar a una bolera al carrer Yancy Street.

### Pel·lícules
- Michael Bailey Smith interpreta Ben Grimm (amb Carl Ciarfalio retratant The Thing) a la pel·lícula de 1994 The Fantastic Four produïda per Roger Corman. Creada per assegurar els drets d'autor sobre la propietat, els productors no van pretendre proposar-la mai per a la seva publicació tot i que el director, els actors i altres participants no se'ls va informar d'aquest fet.
- The Thing apareix a la pel·lícula de 2005 llançada per 20th Century Fox, en la qual és doblat a l'original per Michael Chiklis, i per Domènech Farell a la versió doblada. A la pel·lícula, es dona una petita explicació de per què les seves alteracions físiques són les més severes de tot l'equip ja que s'exposa al núvol còsmic amb la menor quantitat de protecció, estant fora de l'estació espacial realitzant enquestes mentre que la resta de la equip estava dins quan la tempesta va impactar. Es cura breument de la seva "condició" quan Victor von Doom posa en marxa una cambra realitzada per Mister Fantastic que pot negar la radiació còsmica que el transforma. Després d'assabentar-se que Doom va perfeccionar el procés perquè pogués drenar el poder de la Cosa i utilitzar-lo per millorar el seu propi (abans d'això suposaven que Doom no havia estat afectat pel núvol ja que es trobava al nucli blindat de l'estació)., Grimm se sotmet a la cambra de nou perquè pugui convertir-se en la Cosa. En aquesta pel·lícula, la Cosa és de Brooklyn, enlloc que del Lower East Side, i es va comprometre abans de la seva transformació, amb el seu promesa, deixant-lo ja que ella no pot fer front al seu canvi, i Ben es troba amb Alicia mentre bevia en un bar.
  - Chiklis va tornar a representar el seu paper de The Thing en la seqüela Els 4 fantàstics i en Silver Surfer, en què pràcticament ha acceptat el seu aspecte, acceptant la broma ocasional sobre la seva relació amb Alicia. Breument intercanvia els poders amb Johnny (Human Torch) per demostrar la condició estranya de Johnny. Els poders de Johnny s'han tornat inestables després de la seva trobada amb el Silver Surfer. Quan Víctor es mostra a ell mateix Ben immediatament l'acusa i amenaça de trencar-li el coll. Després va ser un dels tres que va deixar Johnny prestar els seus poders, utilitzant una grua per ajudar a Johnny a separar Doom del tauler del Silver Surfer mentre Reed es queda amb Sue ferida.
- Jamie Bell va interpretar Grimm a Fantastic Four, dirigida per Josh Trank.[78][79] Quan ell i Reed treballen en un prototip teleportador, criden l'atenció del director de la Fundació Baxter, Franklin Storm. Durant una missió a Planet Zero, Ben es transforma en una forma rocosa. Tot i que Reed veu a Ben en el seu estat mutat, no va poder alliberar-lo abans que soni l'alarma per la fugida de Reed. Reed es promet tornar per a Ben. Un any després, es va mostrar que Ben va participar en la detenció de les guerres. Quan Susan Storm troba a Reed, Ben es enviat amb el govern a Amèrica del Sud on Ben aconsegueix dirigir Reed cap a la inconsciència. Mentre que és portat a l'àrea 57, Reed demana disculpes a Ben per no trobar-li una cura. En el moment en què Victor von Doom torna del planeta Zero i planeja utilitzar-lo a la Terra, Ben ajuda a Reed, Susan i Johnny a lluitar contra Victor.
- Els plans originals de Tim Miller per a Deadpool 2 implicaven tenir la Cosa de la pel·lícula Fantastic Four de 2015 que lluitava contra Juggernaut durant el clímax de la pel·lícula. Tot i això, mentre l'estudi va aprovar l'aparició del personatge, aquestes van ser abandonades un cop Miller va sortir del projecte.[80]

### Videojocs
- La primera aparició de videojocs de Thing va ser el 1984 en el joc d'aventura de Scott Adams Questprobe featuring Human Torch and the Thing, que es va publicar per a les següents plataformes de 8 bits: Amstrad CPC, Apple II, Atari de 8 bits, Commodore 64, ZX Spectrum i una versió DOS per a PC.[81]
- La primera aparició per a consola de Thing va ser un cameo en el joc de Spider-Man basat en la sèrie animada Spider-Man de 1994 per a Sega Mega Drive i Super Nintendo Entertainment System. Després d'arribar a certs nivells del joc, el jugador pot trucar a la Cosa un nombre limitat de vegades perquè l'ajudi contra els enemics.
- Un malvat doppelgänger de la Cosa apareix com un enemic a Marvel Super Heroes: War of the Gems per a SNES.
- The Thing és un personatge jugable del joc de Fantastic Four per a PlayStation.
- The Thing també es jugable al joc basat en la pel·lícula de 2005, amb veu de Michael Chiklis amb la seva clàssica aparició de Fred Tatasciore en els nivells de bonificació. Un nivell el presentava en la seva identitat habitual de Ben Grimm i havent d'evitar els robots de Doom per reactivar la cambra per restaurar-lo a la Cosa
- The Thing and the Human Torch són personatges jugables del joc de lluita Marvel Nemesis: Rise of the Imperfects.
- The Thing és també un heroi jugable en el joc Marvel: Ultimate Alliance, amb la veu de Gregg Berger. Té un diàleg especial amb Rhino, Human Torch, Karnak, Black Bolt, Lockjaw, Crystal, Uatu i la Vision. Els vestits disponibles per a ell són el seu vestuari clàssic, el seu vestuari de la versió Ultimate, el seu vestuari original i un vestit modern. Un disc de simulació té la Cosa que protegeix Mr. Fantastic del Rhino a la base Omega SHIELD.[82]
- The Thing és un personatge jugable de Fantastic Four: Rise of the Silver Surfer amb veu de Joey Camen.
- The Thing apareix a Marvel: Ultimate Alliance 2, expressat de nou per Fred Tatasciore. Igual que en els còmics, Thing intenta mantenir-se neutral pel que fa a la Llei de registre del superheroi, passant a estar disponible en l'Acte 2 del joc a mesura que entra en vigor la Llei, tot i que torna a estar disponible durant una missió amb un comboi de presons sobrehumans que es desplaça a través de Nova York. Si el jugador és Anti-Registre, la Cosa acceptarà ajudar-los després de presenciar l'ús que els agents de supervisió tenen controlats per nanites com a agents per part del Pro-Registre. Si el jugador és Pro-Registre, es troba amb ells després que White Star (agents de SHIELD renegats que treballen amb les forces del capità Amèrica) posin en perill civils mentre intenten enderrocar l'equip.
- The Thing va aparèixer en tres jocs de pinball virtuals per a Pinball FX 2 publicats per Zen Studios. El primer va ser Fantastic Four,[83] mentre que els altres van ser jocs que formaven part del Pinball Marvel: Avengers Chronicles. Els jocs són World War Hulk[84] i (com Angrir: Breaker of Souls) Fear Itself.[85]
- The Thing apareix al videojoc Marvel Super Hero Squad, expressat per Dave Boat.
- The Thing és un personatge jugable de Marvel Super Hero Squad Online, també amb la veu de Dave Boat.[86]
- The Thing està disponible com a contingut descarregable per al joc LittleBigPlanet, com a part del "Marvel Costume Kit 1".[87]
- The Thing és un personatge jugable dels MMORPG Marvel Heroes, amb veu de Dave Boat.[88]
- The Thing apareix com un personatge jugable a Lego Marvel Super Heroes,[89] de nou amb veu de Dave Boat. Una missió de bonificació el tenia ajudant-lo a Spider-Man lluitant contra Lizard al zoològic de Central Park.
- La Cosa es pot jugar a Marvel: Contest of Campions.[90]
- The Thing és un personatge jugable del joc mòbil Marvel: Future Fight.
- The Thing és un personatge jugable del joc mòbil Marvel Puzzle Quest.

## A la cultura popular
- A l'episodi del 17 de març de 1979 de Saturday Night Live, la Cosa va aparèixer a l'esquema "Superhero Party", on va ser convidat a una festa acollida per Superman (Bill Murray) i Lois Lane (Margot Kidder).
- A Els Simpson, l'episodi "I Am Furious (Yellow)", una versió senil/insana de Stan Lee (Comic Book Guy diu que el cervell de Lee ja no està en una condició "near-mint", un terme utilitzat amb relació a l'estat dels còmics àntics en venta) intenta agafar una figura d'acció de la Cosa en un batmòbil de joguina. També a la història de "Treehouse of Horror XIV" "Stop the World, I Want to Goof Off", hi ha un moment ràpid en què els membres de la família Simpson es converteixen en membres dels Fantastic Four. Homer és la Cosa. A "Sex, Pies and Idiot Scrapes", la Cosa es mostra lluitant contra Hulk enmig d'un motí irlandès. Tots dos es mostren més tard a la portada del diari Springfield, golpejant a Homer.
- Es fa referència a la Cosa i a la Dona invisible, juntament amb la resta dels Quatre Fantàstics al llarg de la quarta temporada de Arrested Development.

## Paròdies
A El Supergrup, creat per Francisco Pérez Navarro i Jan la Cosa és parodiat per un membre permanent del grup, el Brètol (el Bruto a la seva versió original en castellà).
La pròpia Marvel ha parodiat els seus personatges en moltes ocasions, començant per la sèrie humorística Not Brand Eech. La Cosa apareix a la portada del primer número. Una paròdia seva a aquesta col·lecció "Thung" coprotagonitza la història "The Ever-Lovin' Thung vs. The Inedible Bulk".
Una versió humorística amb continuïtat seria The Thang (Ben Glumm), que apareix a la sèrie What the....
Els Quatre Fantàstics, incloent la Cosa, protagonitzen una història a Sergio Aragonés Massacres Marvel

## Recepció
La Cosa va ser escollit millor personatge de repartiment als Alley Award consecutivament a les seves edicions de 1962 fins al 1965
Va ser classificat en el número 2 en un llistat de personatges monstruosos de Marvel Comics el 2015, només superat per Hulk.

## Edicions col·leccionades
- Essential Marvel Two-in-One Vol. 1 (novembre de 2005; inclou reimpressions del MTIO # 1-20, 22-25, anual núm. 1)
- Essential Marvel Two-in-One Vol. 2 (juny de 2007; inclou reimpressions de MTIO # 26-52, Anual # 2-3)
- Essential Marvel Two-in-One Vol. 3 (juliol de 2009; inclou reimpressions de l' OMI # 53-77, núm. Anual 4-5)
- Essential Marvel Two-in-One Vol. 4 (gener de 2012; inclou reimpressions de MTIO # 78-98 i 100, anual # 6-7)
- The Thing Classic Vol. 1 (The Thing Vol. 1 # 1-10)
- The Thing Classic Vol. 2 (The Thing Vol. 1 # 11-22, Four Fantastic # 274)